# Base Sant Climent d'Ocrida

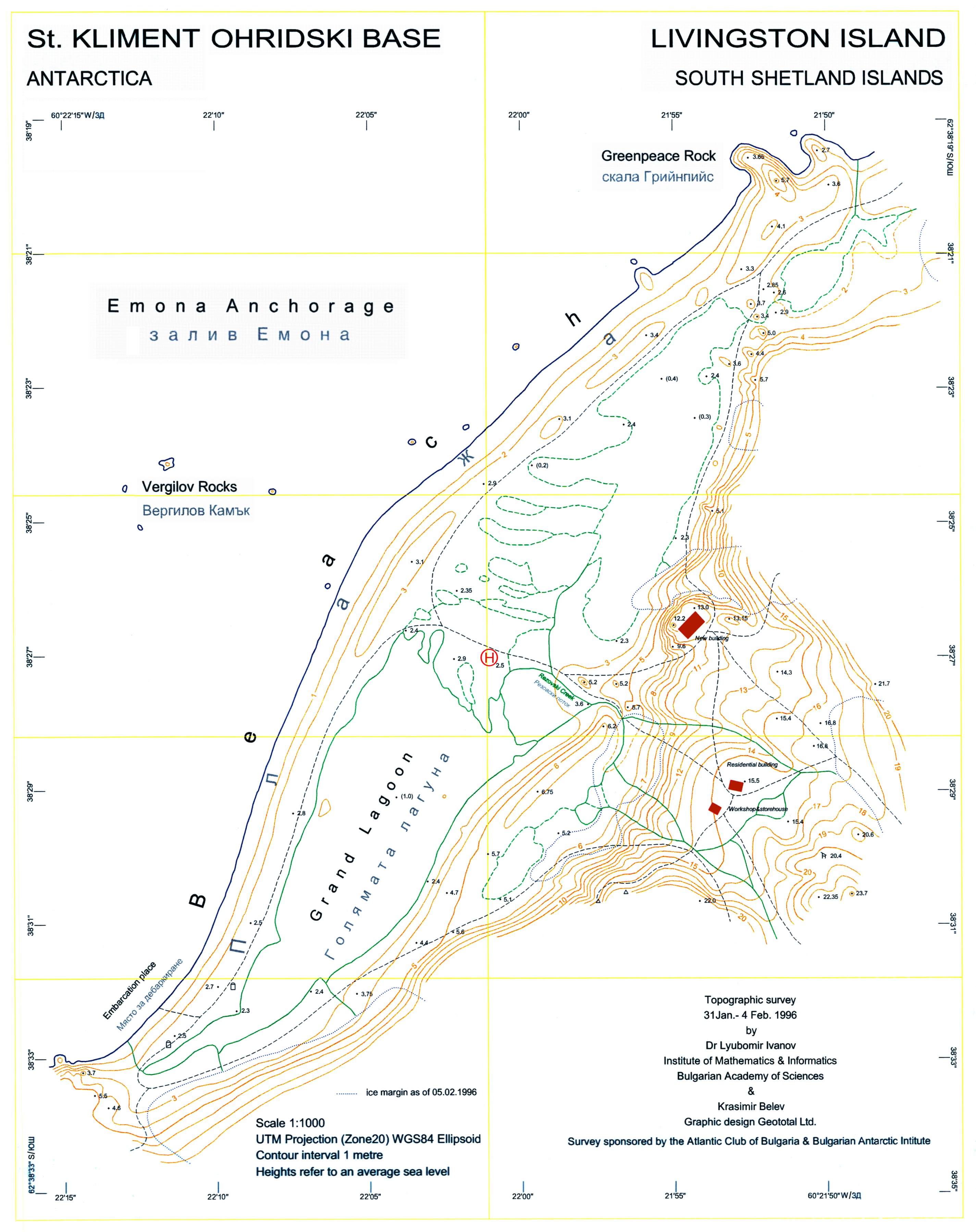
Mapa topogràfic de l'àrea de base, 1996

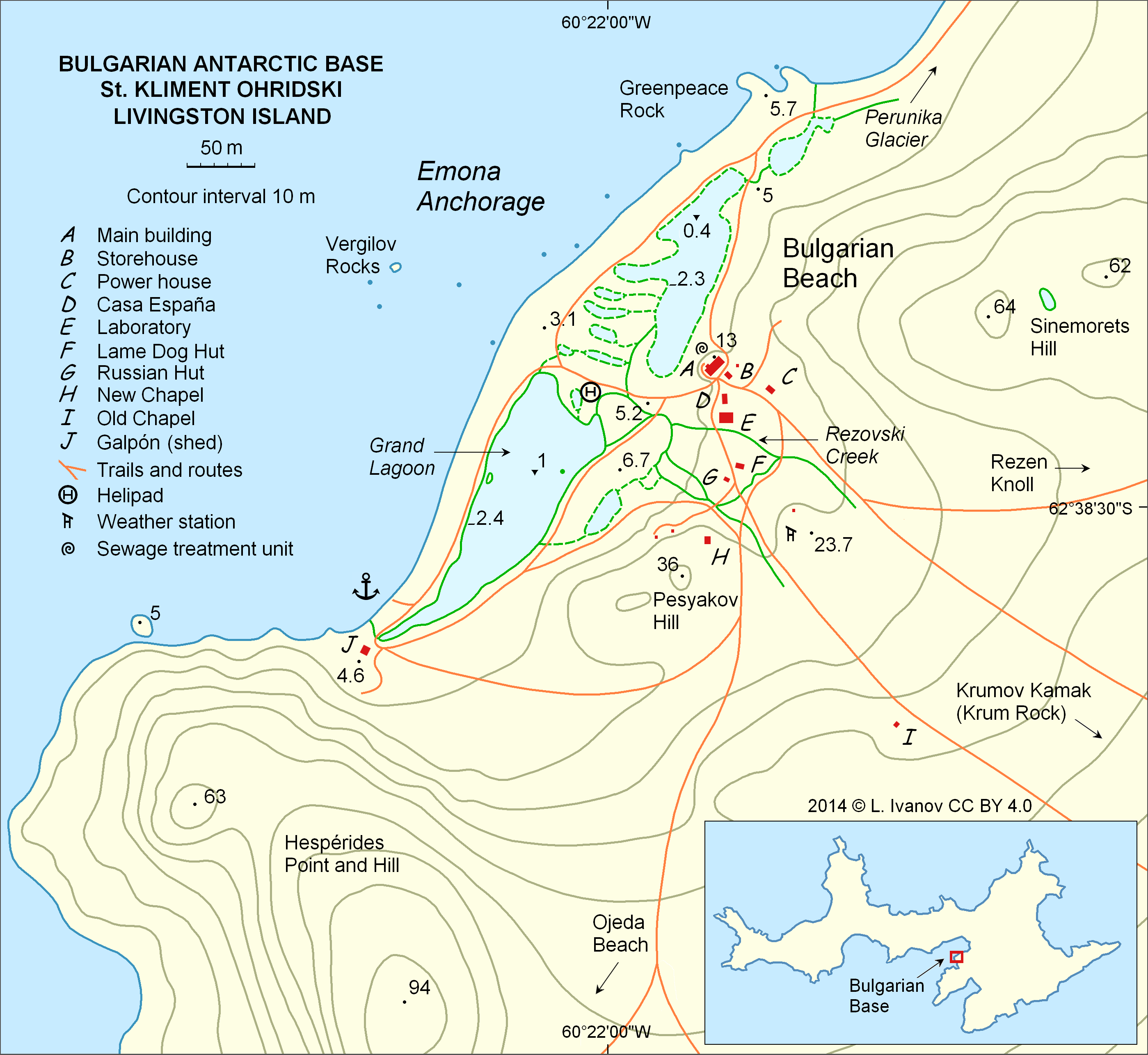
Mapa topogràfic de l'àrea de base, 2014

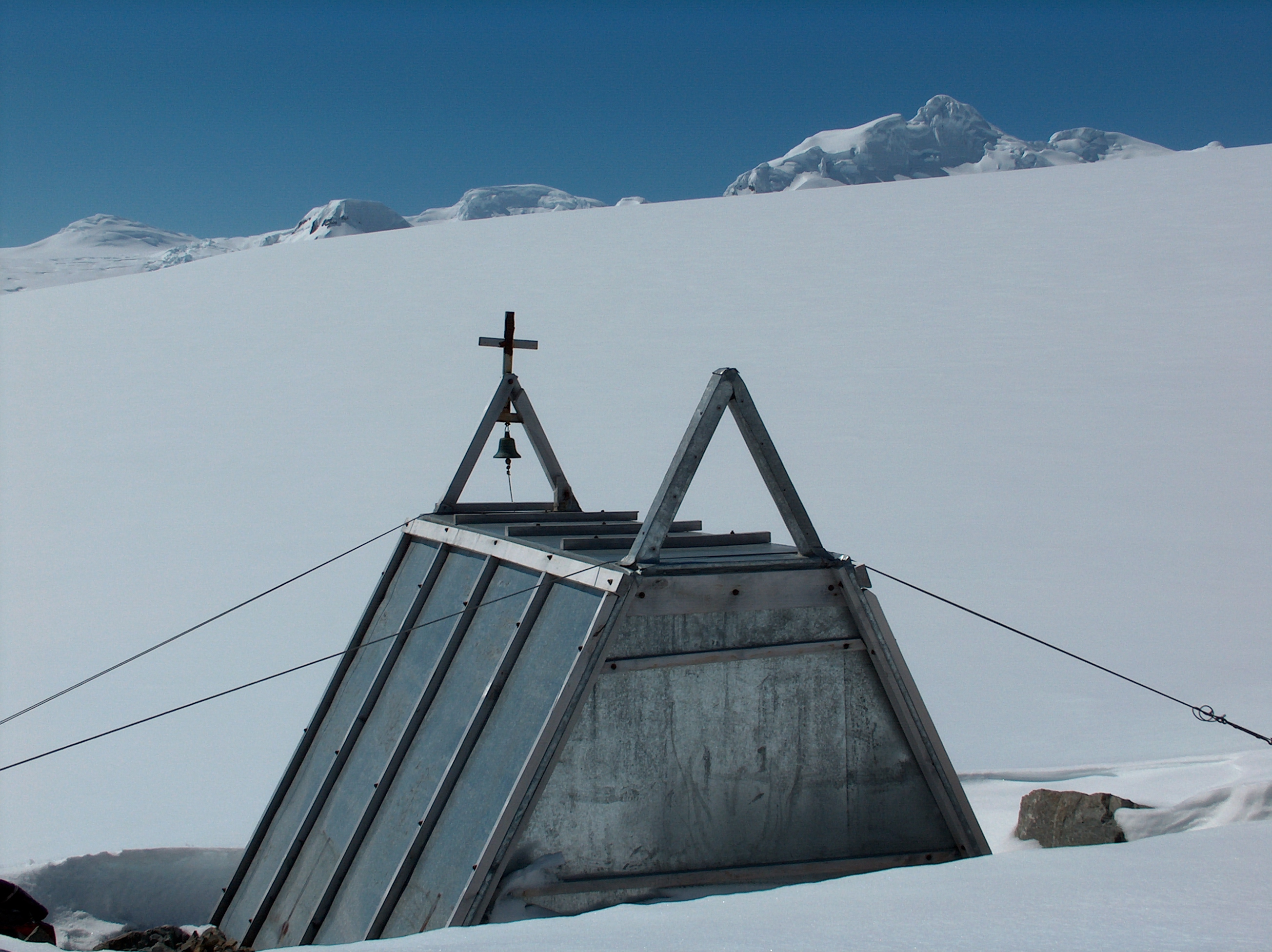
La capella de Sant Joan de Rila

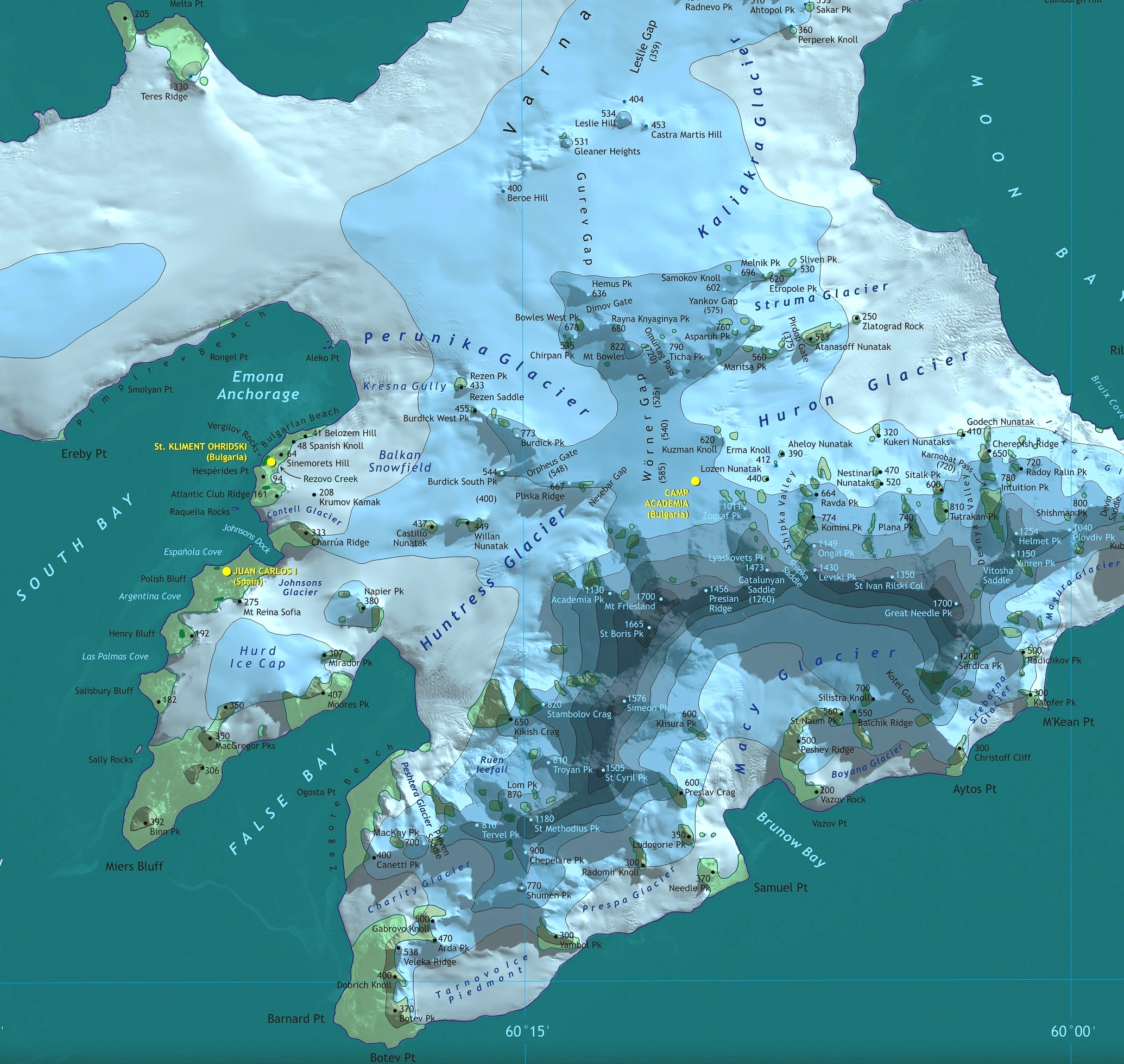
La regió central de l'illa Livingston amb les bases de Sant Climent d'Ocrida, Joan Carles I i Camp Acadèmia

Sant Climent d'Ocrida (en búlgar Свети Климент Охридски, Sveti Kliment Ohridski) (62°38′29″ latitud sud, 60°21′53″ longitud oest) és la base búlgara de l'illa Livingston, a les illes Shetland del Sud (Antàrtida). La base es va anomenar en honor de sant Climent d'Ocrida (840-916), un científic prominent i el primer bisbe búlgar, que va treballar per al rei Borís I de Bulgària.
La base és situada a 130 m de la platja de l'Ancoratge d'Emona a la Badia Sud, la qual s'utilitza per al trasllat de gent i càrrega de les llanxes zòdiac. A l'estiu la base és creuada pel corrent d'aigua fosa que prové de Rezovo, el qual proporciona el subministrament d'aigua.
Els primers dos edificis de la base es van construir l'abril de 1988 per la primera expedició antàrtica búlgara, i més tard es van reobrir el 1993. Un edifici nou s'hi va afegir, la construcció del qual es realitzaria entre 1996-98. La primera capella de l'Església Ortodoxa a l'Antàrtida, Sant Joan de Rila, es va construir el 2003. Una oficina del Correu Búlgar ha estat operant a Sant Climent d'Ocrida des del 1995.

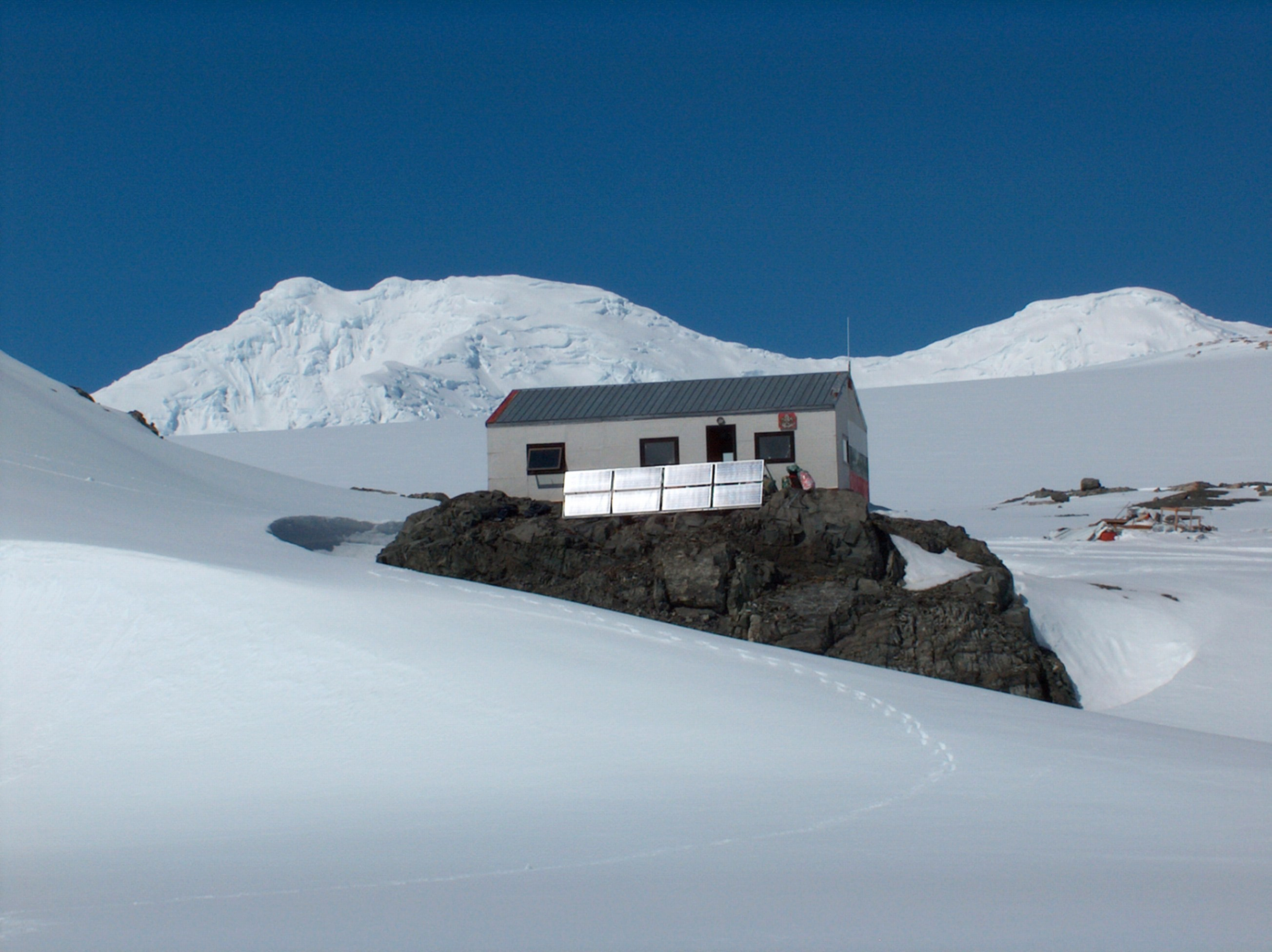
L'edifici principal de Sant Climent d'Ocrida

La base és visitada regularment per representants de les institucions nacionals els quals són responsables de les activitats búlgars a l'Antàrtida, entre ells, el President Georgi Parvanov de Bulgària, que visitaria la base el gener de 2005.
La localització de la base és molt convenient, amb bones rutes cap a l'altiplà Balkan, les serralades Burdick i Pliska, la muntanya Tangra, la serralada de Bowles i cap a altres àrees a l'interior de l'illa Livingston. També té una localització central pel que fa al Camp Acadèmia, que és situat 11 km a l'est de Sant Climent d'Ocrida. La base antàrtica espanyola Joan Carles I se situa 2,7 km al sud-sud-oest, i està connectada o per llanxes zòdiac o per una ruta terrestre de 5,5 km.
Sant Climent d'Ocrida és utilitzada pels científics de Bulgària i molts altres estats per a la recerca en les àrees de geologia, biologia, glaciologia, topografia i informació geogràfica. La base és visitada també per vaixells turístics de la punta Hannah, un dels llocs turístics més populars de l'Antàrtida, que se situa només 12 km a l'oest.

## Mapes
- L.L. Ivanov, Base Sant Climent d'Ocrida, Illa Livingston, mapa topogràfic a escala 1:1000, Obra patrocinat per la Comissió Búlgara per als Topònims Antàrtics, i a què donen suport el Club Atlàntic de Bulgària i l'Institut Antàrtic Búlgar, Sofia, 1996 (El primer mapa topogràfic antàrtica búlgar, en búlgar)
- L.L. Ivanov et al, Antarctica: Livingston Island, South Shetland Islands (from English Strait to Morton Strait, with illustrations and ice-cover distribution), 1:100000 scale topographic map, Antarctic Place-names Commission of Bulgaria, Sofia, 2005 (en anglès)
- L.L. Ivanov. Antarctica: Livingston Island and Greenwich, Robert, Snow and Smith Islands. Scale 1:120000 topographic map. Troyan: Manfred Wörner Foundation, 2009. ISBN 978-954-92032-6-4 (en anglès)
- L.L. Ivanov. Antarctica: Livingston Island and Smith Island. Scale 1:100000 topographic map. Manfred Wörner Foundation, 2017. ISBN 978-619-90008-3-0
- Antarctica, South Shetland Islands, Livingston Island: Bulgarian Antarctic Base. Sheets 1 and 2. Scale 1:2000 topographic map. Geodesy, Cartography and Cadastre Agency, 2016. (en búlgar)